# 张崇明
张崇明（1955年—），重庆市人，汉族，中华人民共和国政治人物、第十一届全国人民代表大会四川地区代表。
毕业于中国社会科学院政治经济学专业，是中共党员。担任四川省国家税务局局长。2008年起担任全国人大代表。